# Slitiny s tvarovou pamětí
Tvarová paměť je efekt pozorovatelný především u kovových slitin, ale podobný efekt byl nalezen u některých plastů a keramik. Poprvé byl objeven v roce 1951 u slitiny zlato – kadmium, AuCd. Vědci se o tento obor začali více zajímat teprve v roce 1963, kdy byl tento jev pozorován na slitině NiTi (nitinol). Paměťový efekt byl později objeven i v dalších slitinách: Cu3Al, Cu3Zn (běžná mosaz, tvarová paměť se objevuje až v nízkých teplotách), Cu-Al-Ni, Cu-Al-Mn, Ni-Ti-Cu, Ni-Ti-Hf a mnoho dalších. Existuje celá řada dalších kovů, u kterých se tento jev vyskytuje, ale ty nejsou moc využívány, protože mají jen slabý efekt nebo jsou nestabilní.
Všechny tyto slitiny patří do skupiny intermetalik, což jsou sloučeniny dvou a více kovů, které mají uspořádanou krystalickou strukturu. Zvláštní jevy, jako například tvarová paměť, odolnost proti kyselinám či nízká tepelná vodivost, se u nich většinou vyskytují jen v úzkých hodnotách poměrů kovů a to nejčastěji pokud jsou poměry atomů kovů ve slitině malé celočíselné hodnoty. Proto se také požívá pro značení jednotlivých slitin chemické značení jako CuSn3 nebo Ni2MnGa, ale tohle značení je z chemického hlediska špatné. Kovy s tvarovou pamětí se nazývají SMA, tzn. shape memory alloy.
Jev tvarové paměti je způsoben tím, že kov, u kterého se tato vlastnost vyskytuje, přechází při určité teplotě z jedné krystalické struktury do jiné. To je zapříčiněno tím, že se slitina snaží udržet v energeticky nejvýhodnějším stavu, a proto se vždy přeorientuje do krystalické mřížky, která je za daných podmínek energeticky nejúspornější. Pokud slitině něco v přechodu brání, dokáže vyvinout slušnou sílu a rychlost (v závislosti na teplotě), aby se dostala do té krystalické struktury, která je pro ni za daných podmínek nejvhodnější. Další zajímavou vlastností je elastická deformace u těchto slitin. Zatímco u běžných kovů vratná (elastická) deformace nepřesahuje 1 %, u kovů s tvarovou pamětí může plně vratná deformace dosahovat až 15 %. To má v praxi ohromné využití a je to jedna z velkých předností těchto kovů.

## Struktura materiálů s tvarovou pamětí – austenit, martensit
Vysvětlení doposud popsaných jevů jako tvarová paměť a superelasticita je martenzitická transformace. Martenzitická transformace je bezdifuzní fázová transformace, tento jev se vyskytuje v pevných látkách a je podobný feromagnetismu. Průběh martenzitické transformace je silně závislý na okolních podmínkách jako teplota, vnější síly a u některých slitin i magnetismus (např. NiMnGa). Při transformaci v látce dochází k posunu atomů na vzdálenost kratší než jsou meziatomární. Přestože posunutí atomů není nijak velké, projeví se tento přesun jako změna celkového tvaru slitiny.

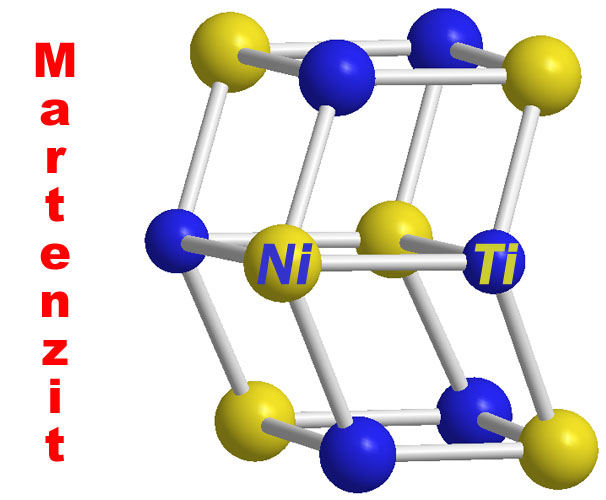
Martenzit

Krystalická struktura, kterou látka zaujímá za nižších teplot, se nazývá martenzit. Struktura, která vznikne zvýšením teploty nad As, se nazývá austenit. Austenit mívá strukturu s vysoce symetrickou kubickou mřížkou. Naopak martensit má symetrii nižší, mřížka je ortorombická, tetragonální, monoklinická a podobně. Přechod z austenitu do martenzitu, vypadá jako když se pokusíte původní krychli složit z kosých kvádrů, různě orientovaných k původní krychli. Pokud na slitinu při transformaci nepůsobí žádné vnější síly, tak si výsledná „krychle“ zachová přibližně tvar i objem který měla austenitu.

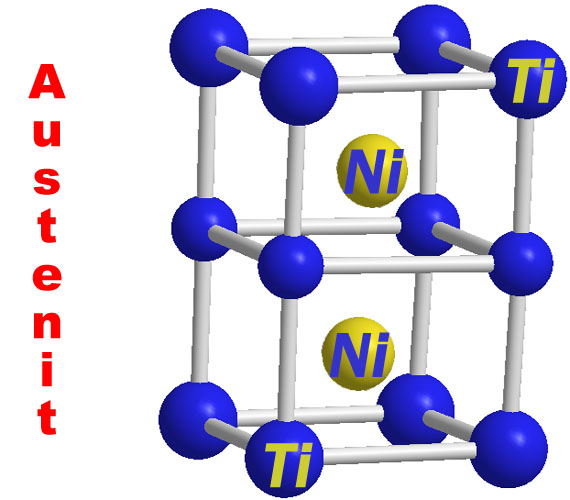
Austenit

Jednotlivé vrstvy jsou mezi sebou odděleny zlomy zvanými dvojčatění. Tlakem nebo tahem na takto vzniklý martenzit se všechny vrstvy zorientují jedním směrem. Tímto způsobem může vzniknout z jednoho austenitu až 24 různých variant martenzitu (záleží na symetrii martenzitu), ale při zpětné transformaci martenzitu do austenitu může vzniknout pouze jedna varianta austenitu.
Teploty tohoto přechodu se měří různými způsoby jako elektrický odpor, neutronovou difrakcí, kalorimetricky (přechod spotřebuje určitou energii) nebo ultrazvukem (slitina při přechodu vydá charakteristické „zaskřípání“). Značí se takto:
- Ms: začátek přeměny z austenitu do martenzitu při ochlazování
- Mf: konec z austenitu do martenzitu při ochlazování
- As: začátek přeměny z martenzitu do austenitu při zahřívání
- Af: konec z martenzitu do austenitu při zahřívání

Je to vidět na obrázku s hysterezí.
Efekt tvarové paměti má dva základní projevy
- Jednocestná paměť je běžný paměťový efekt, to znamená, že z austenitu slitina přejde do martenzitu nebo spíše směsi více různých martenzitů, po zahřátí slitina přejde zpět do jediného austenitu (vrátí se do původního tvaru). Slitina si pamatuje jenom jednu polohu (austenit), proto je to paměť jednocestná.

- Dvojcestná paměť je možná „vytrénovat“ z jednocestné. Funguje to tak, že po ochlazení slitina přejde přednostně přímo do jedné varianty martenzitu a tím změní tvar, po zahřátí se zase vrátí (ke změně tvaru stačí změna teploty). Využívá se hlavně ve spojení s R-fází Nitinolu (NiTi) – slitiny v R-fázi reaguje přesně na teplotu. Síla, kterou materiál vyvine při přechodu mezi fázemi je mnohem nižší než u běžných SMA a vratná deformace těchto materiálů je pouze něco okolo 1 %. Navíc pokud se materiálu silně brání ve změně tvaru tak se může dvoucestná paměť ztratit. V technických aplikacích se používají zejména jako pružiny, kdy je změna tvaru o 1 % dost výrazná.

## Základní experimenty – vlastnosti ovlivněné fázovou transformací
Změna teploty, vnější síly

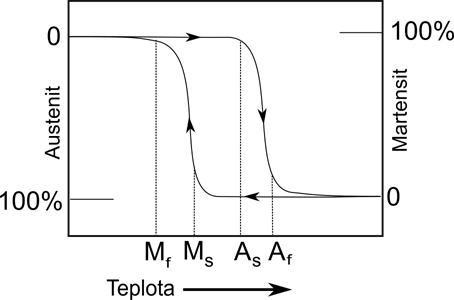
Hysterezní křivka poměru mezi martenzitem a austenitem

Jak bylo napsáno v předchozí části textu, se změnou krystalické struktury se mění i fyzikální vlastnosti látek s tvarovou pamětí. Důležitá poznámka k SMA je silné hysterezní chování při přechodu z jedné fáze do druhé. Znamená to, že vlastnosti stejného materiálu během transformace za stejné teploty jsou různé, podle toho jestli materiál přechází z austenitu do martenzitu nebo naopak. Šířka teplotní hystereze se rovná Ms - As. Šířka může být v rozmezí 1 °C až 60 °C a závisí zejména na složení a typu slitiny. Na obrázku vpravo vidíte relativní podíl martenzitu v celé slitině. Hysterezní chování se projevuje i při působení síly. Důsledkem toho je síla nutná pro stlačení či natažení SMA součástky vyšší než síla, kterou látka působí na své okolí po odtížení. Proto by byly z SMA slitin velmi špatné pružiny, ale na druhou stranu existují spousty využití tohoto efektu hlavně pro tlumení vibrací a podobně.

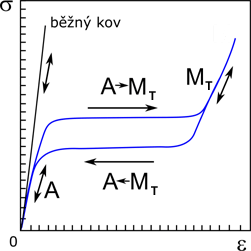
Superelasticita
Superelasticita se vyskytuje pokud je součástka namáhána při teplotě vyšší než Af. V tom případě je už součástka v austenitu a tlakem či tahem se přetransformuje do martenzitu, po odtížení se součástka okamžitě vrací do austenitu. Pružná (vratná) deformace může v tomto případě dosáhnout až zmíněných 15%. Znovu v tomto případě existuje hystereze, proto síla potřebná pro změnu tvaru je vyšší než síla vydávána součástkou při navracení do původní polohy. Množství technických aplikací využívá další zajímavou vlastnost superelasticitkých součástek a tou je téměř konstantní úroveň napětí, kterou působí na své okolí. Síla, jíž součástka působí, je stejná, ať je prodloužení 1 % nebo 10 % oproti běžným kovům, kde se síla zvedá lineárně.

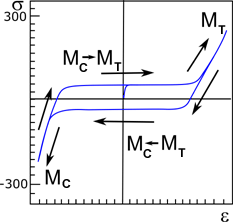
Pseudoplasticita
Vlastnost podobná superelasticitě, ale za nižších teplot, je pseudoplasticita.
Pokud se, při teplotě nižší než Ms, působí na SMA součástku silou, martenzit se snadno přetransformuje v rozmezí ±10% a přesune se při daném zatížení do martenzitu, který nejlépe odpovídá podmínkám (nejkratší, nejdelší, …) a to se nazývá pseudoplasticita. Přestože to vypadá hodně podobně jako u běžných kovů, nedochází u SMA k pohybu skluzových dislokací, způsobujících nezvratné změny, ale pouze k pohybu fázových a vnitřních rozhraní typu dvojčat. Po zahřátí se SMA vrátí z jakéhokoli martenzitu zpět do jediné varianty austenitu a tím opět vzniká jev tvarové paměti.
Zjištění fáze SMA
Změnou fáze se mění některé fyzikální veličiny, toho se dá využít pro snadné zjištění, v jaké fázi se slitina právě nachází. Nejčastěji se pro to využívá měření elektrického odporu, který jde změřit velmi přesně a rychle. Na obrázku vpravo vidíte graf odporu v závislosti na teplotě. Křivka odporu je silně nelineární. Po snížení teploty pod Ms se SMA transformuje a pokud by se cyklus zopakoval, tak by odpor v teplotě Rs začal klesat. Jako jinde i zde se vyskytuje hystereze v hodnotách odporu podle toho, ze které fáze SMA přechází. Odpor u SMA se mění zároveň se změnou fáze, a protože fáze se dá změnit jak teplotou, tak silou, mění se i odpor v závislosti na napětí. Navíc změny v odporu je řádově vyšší než u běžných kovů, u kterých se odpor s teplotou mění jen slabě a při změně napětí se nemění téměř vůbec. Z toho vyplývá další velké množství aplikací pro SMA součástky, u kterých lze pouhým změřením odporu určit, jaká síla na ně působí.
Feromagnetické SMA
Další zajímavostí u některých SMA je schopnost reagovat na magnetické pole. Citlivost není sice nijak vysoká a fázová transformace vyvolaná tímto efektem má vratnou deformaci pouze pár procent, ale hlavní výhoda oproti běžným SMA je rychlost reakce. Zatímco u běžných SMA je frekvence, se kterou dokážou přecházet z jedné fáze do druhé, omezena rychlostí ohřevu a nedosahuje ani jednoho Hz (snížení reakční doby lze dosáhnou miniaturizací SMA součástek, tímto způsobem lze teoreticky dosáhnout až 100 Hz), SMA citlivé na magnetické pole mohou měnit fázi až s frekvencí 1 kHz. Jako v jiných odvětvích i zde probíhá intenzivní vývoj a počítá se, že časem bude stačit slabší magnetické pole a také maximální deformace u paměťového efektu se podaří zvýšit. Hlavní využití je u aktuátorů, které mohou pracovat na frekvencích až 1 kHz (finská firma Adaptamat).
Změna barvy
S přechodem z jedné struktury do druhé se může měnit také barva slitiny. Obecně se změnou krystalové mřížky, tedy i optické konstanty se mění barva. Nejpatrnější je to u slitin mědi CuAlNi, kdy austenit je měděně načervenalý, martenzit je nažloutlý (tohle žádné praktické využití zatím nemá).
Korozivzdornost
Další tentokrát spíše chemická vlastnost je dobrá odolnost proti korozi (jako u všech intermetalik). Zejména nejpoužívanější slitina Nitinol je dobře odolná proti kyselinám a zásadám. Z toho důvodu se běžně používá v lékařství, přestože nikl patří mezi karcinogeny a alergeny. Aby se dosáhlo ještě vyšší odolnosti a životnosti, tak se Nitinol pokrývá vrstvou TiO2. Že je to bezpečné, se dokazuje tím, že za 20 let používání bylo zaznamenána velmi malá, pokud vůbec nějaká, reakce lidského těla.

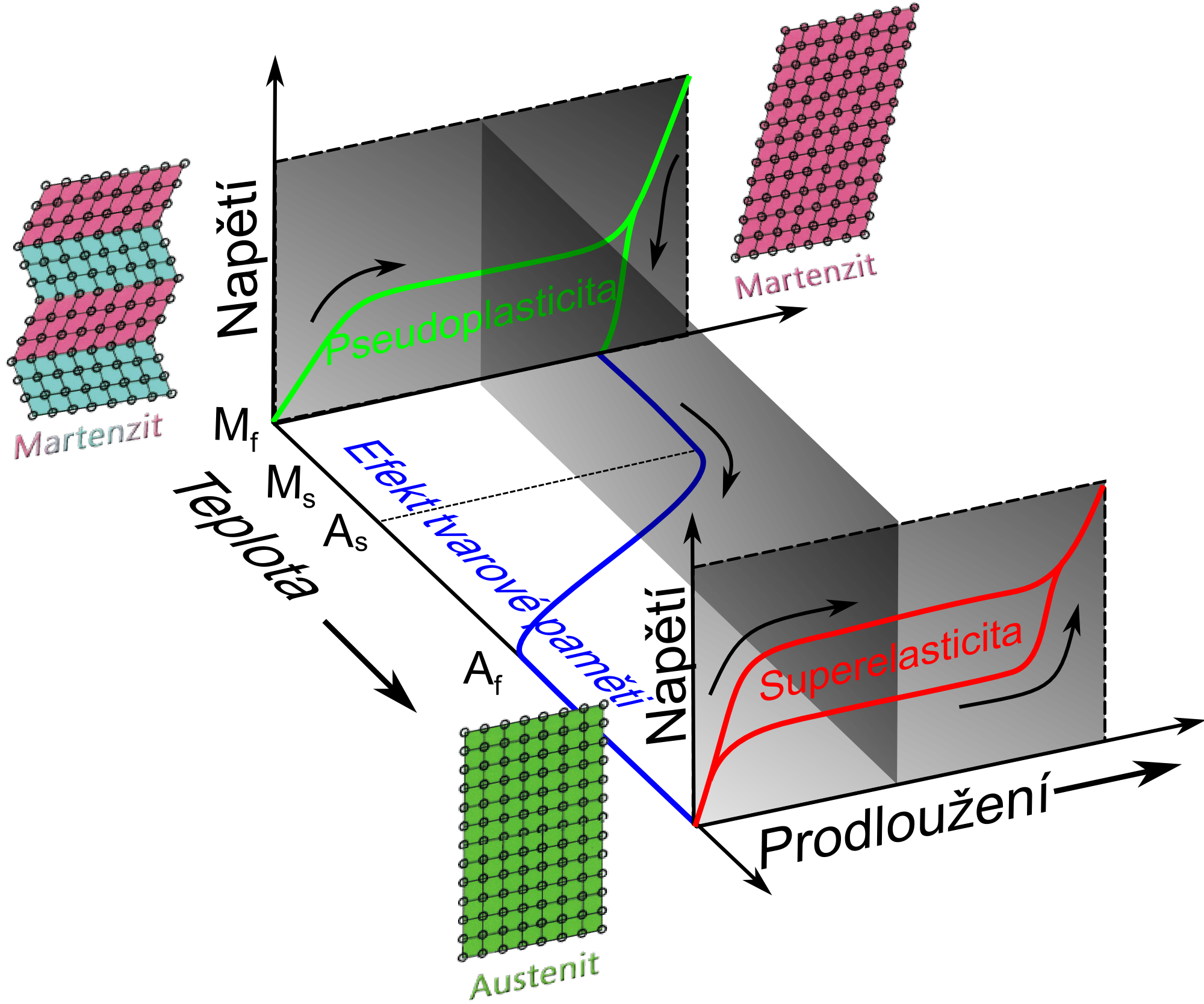
Celkový graf všech efektů tvarové paměti

Další fyzikální vlastnosti Nitinolu:
- Hustota: 6,45 g/cm3
- Teplota tání: 1240–1310 °C
- Odpor – Austenit: 82 µΩ.cm
- Odpor – Martenzit: 76 µΩ.cm
- Tepelná kapacita: 0,326 kJ.kg−1.K−1
- Latentní teplo: 24,2 kJ.kg−1
- Maximální prodloužení: až 15,5 %, ale spíše méně
- Nejvyšší tahová síla: 754–960 MPa u tenkých drátů dosahuje až 2 GPa
- Průměrný modul pružnosti – Austenit: 75 GPa
- Průměrný modul pružnosti – Martenzit: 70 GPa
- Efektivita přeměny energie: 5 % (teoreticky 11 %)

## Příklady použití
Využití jevu tvarové paměti je velmi široké a aplikace lze najít prakticky ve všech odvětvích. Například v lékařství se využívají superelastické stenty, které se lépe přizpůsobují lidským tkáním než klasické ocelové stenty. V letectví se SMA materiály používají například jako velmi odolné spojky potrubí v F-14. V domácnostech je lze najít například ve směšovačích vodovodních baterií, míchají teplou a studenou vodu tak, aby byla dosažena požadovaná teplota vody. Aplikace jsou i v textilním průmyslu například košile, která se sama vlivem lidského tepla vyžehlí. Existují i klimatizace, které ke své regulaci používají dvoucestnou tvarovou paměť nebo kávovary, které regulují pomocí tvarové paměti teplotu mnohem přesněji než bimetalem a na druhou stranu levněji než elektronikou. Schopnost materiálů působit při různém prodloužení prakticky stejnou silou se využívá například v rovnátkách, která jsou pak mnohonásobně účinnější než klasická.
SMA materiály se už dostaly i do vesmíru pro jejich jednoduché a prakticky bezporuchové aplikace.